# Дине Ташеминов
Дине Минчев Ташеминов или Ташеманов е български революционер, войвода на Вътрешната македонска революционна организация.

## Биография
Ташеминов е роден в леринското село Забърдени, тогава в Османската империя, днес Лофи, Гърция. Влиза във Вътрешната македоно-одринска революционна организация. Участва в Илинденско-Преображенското въстание като войвода на забърденската чета. Загива заедно с Лечо Настев в края на въстанието на 23 септември в сражение в Попадийската планина.